# Zoltán Balázs
Zoltán Balázs (Budapest, 29 giugno 1979) è un allenatore di calcio a 5 ed ex giocatore di calcio a 5 ungherese.

## Carriera
All'inizio della carriera Balázs alternò il calcio e il calcio a 5 finché, nel 2004, le esigenze lavorative lo spinsero a concentrarsi sul secondo. La scelta venne immediatamente premiata: nella stagione 2004-05 contribuì alla conquista del campionato nazionale dell'Aramis – che non vinceva il titolo da cinque anni – ma soprattutto fu tra i protagonisti del campionato europeo 2005. Nonostante la mediocrità della nazionale maschile di calcio a 5 dell'Ungheria, Balázs fu inserito nella formazione ideale del torneo. A livello di club giocò in seguito per Gödöllő, Székelyudvarhely –  con cui vinse un campionato rumeno – e Győri ETO con cui disputò sei stagioni ricche di trofei, prima del ritiro.

## Palmarès
- Campionato ungherese: 7
Aramis: 2004-05
Gödöllő: 2005-06
Győri ETO: 2009-10, 2010-11, 2011-12, 2012-13, 2014-15
- Coppa d'Ungheria: 7
Aramis: 2004-05
Gödöllő: 2005-06
Győri ETO: 2009-10, 2010-11, 2012-13, 2013-14, 2014-15
- Campionato rumeno: 1
Székelyudvarhely: 2007-08